# Aspen Park
Aspen Park é uma Região censo-designada localizada no estado americano de Colorado, no Condado de Jefferson.

## Demografia
Segundo o censo americano de 2000, a sua população era de 874 habitantes.

## Geografia
De acordo com o United States Census Bureau tem uma área de 
6,1 km², dos quais 6,1 km² cobertos por terra e 0,0 km² cobertos por água.

## Localidades na vizinhança
O diagrama seguinte representa as localidades num raio de 24 km ao redor de Aspen Park. 